# Johann Gottlieb von Wolff

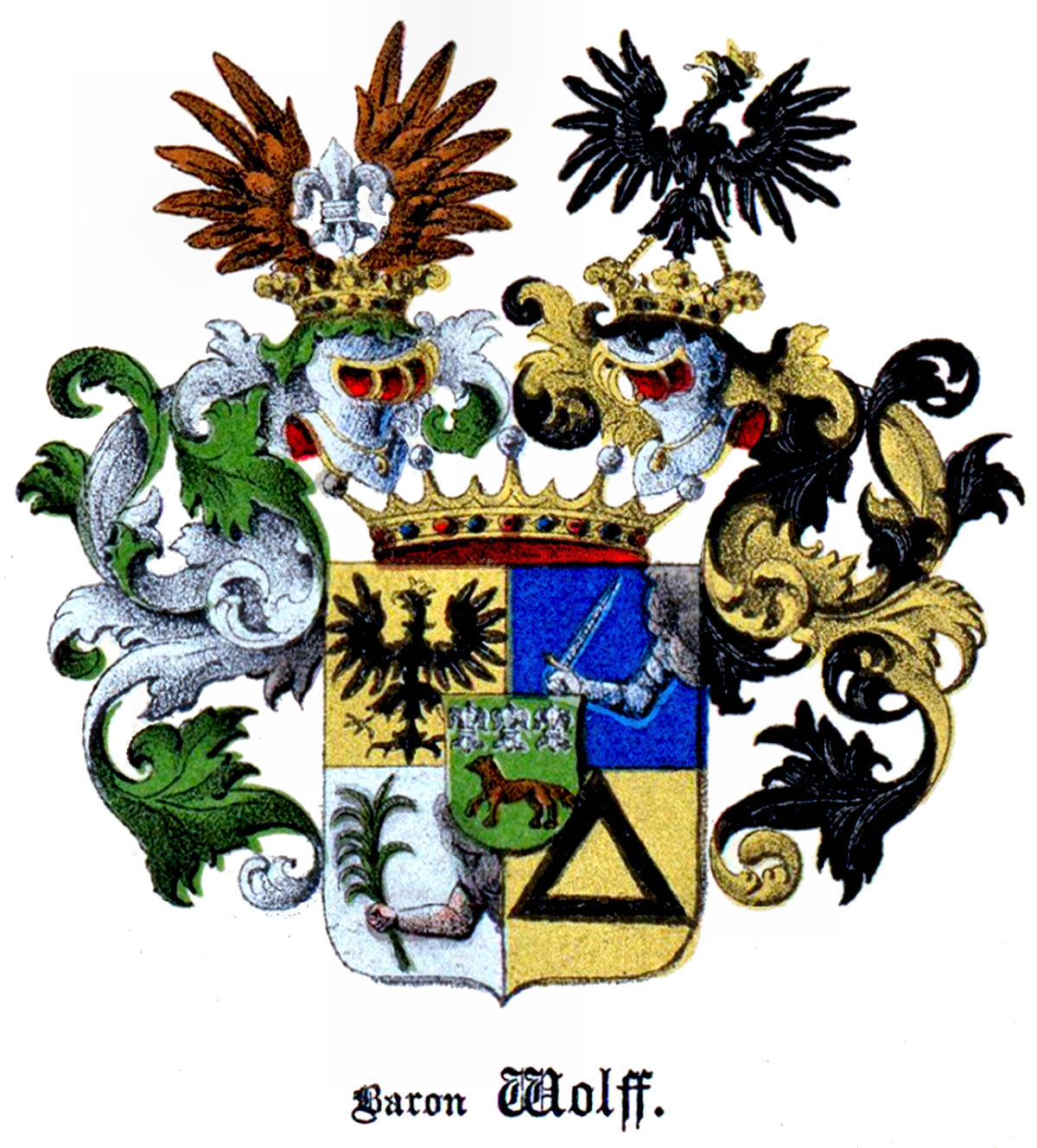
Wappen derer von Wolff

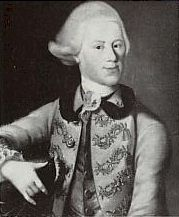
Porträt von Johann Gottlieb von Wolff (lett. Barons Johans Gotlībs fon Volfs, 1756–1817)

Johann Gottlieb II Freiherr von Wolff (lett. Barons Johans Gotlībs fon Volfs, * 19. März 1756 in Wittenhof (lett.: Vite) bei Lemburg (lett.: Mālpils) in Livland; † 7. Juli 1817 in Neu-Laitzen (lett.: Jaunlaicene) in Livland) war ein kurfürstlich-sächsischer Leutnant, kurfürstlich-sächsischer Kammerjunker, Landrat und Gutsbesitzer in Livland.

## Leben
Aus einer ursprünglich aus dem Niederschlesischen entstammenden und ab dem 17. Jahrhundert in Livland ansässigen adligen Familie kommend, wurde Johann Gottlieb Freiherr von Wolff auf Schloss Elisabethenburg, der Residenz der Herzöge von Sachsen-Meiningen, (Meiningen, Thüringen) als Jagdpage erzogen. 1778 trat er als Leutnant in das kurfürstlich-sächsische Garderegiment der Grenadiere in Dresden ein und wurde kurfürstlich-sächsischer Kammerjunker. Von 1783 bis 1789 war Johann Gottlieb von Wolff Walkscher Kreismarschall und wurde am 29. April 1798 zum Livländischen Landrat gewählt. Als solcher war er zugleich auch Ober-Kirchenvorsteher des Wendenschen Kreises.

## Besitzungen
Johann Gottlieb von Wolff besaß in Livland umfangreichen Grundbesitz nebst mehreren Herrenhäusern und Schlössern. So war er Herr auf Neu-Laitzen, Reppekaln, Luxenhof, Friedrichshof, Semershof, Marienstein, Alt-Schwanenburg, Blumenhof, Walmeshof, Fianden am Marienburger See, Lettin, Stomersee und Wenden. Davon sind besonders erwähnenswert:
- Schloss Alt-Schwanenburg (lett.: Vecgulbene muižas pils): Das 1763 von Burkhard Christoph von Münnich errichtete „Schloss Alt-Schwanenburg“, auch „Weißes Schloss“ genannt, gelangte 1789 in den Besitz von Otto Hermann von Vietinghoff und wurde 1802 von Johann Gottlieb von Wolff erworben. In den 40er Jahren des 19. Jahrhunderts von dessen Enkel Rudolf Gottlieb Magnus von Wolff (1809–1847) im Stil der Neorenaissance großzügig ausgebaut, wurde das Schloss um 1880 durch Rudolfs Sohn Johann Heinrich Gottlieb von Wolff (1843–1897) erweitert. Während der Unruhen 1905 teilweise niedergebrannt, zerstörte Artilleriebeschuss während des Zweiten Weltkriegs einen weiteren Teil des Anwesens. Östlich des Schlosses Alt-Schwanenburg liegt das „Rote Schloss“. Johann Heinrich Gottlieb von Wolff (1843–1897) ließ es nach seiner Hochzeit 1875 mit Marissa von Öttingen (1857–1883) für diese errichten. Zudem widmete er ihr die neu angelegten Parkanlagen mit künstlichen Teichen, Seen, Grotten, Pavillons, Brücken usw. Während das "Rote Schloss" heute als Grundschule genutzt wird, warten das Schloss Alt-Schwanenburg und dessen Landschaftspark noch auf ihre vollständige Restaurierung. Die Wirtschaftsgebäude des Guts Alt-Schwanenburg sind hingegen erhalten geblieben: Käserei, Manege, Orangerie, Gesindehaus, Stallungen und Viehküche.
- Schloss Neu-Laitzen (lett.: Jaunlaicene muižas pils): Im Jahre 1789 von dem mit der Familie von Wolff befreundeten Fürsten Woronzow erworben, wurden das Schloss und die dazugehörigen Anlagen von Johann Gottlieb von Wolff großzügig, aber ohne äußerliche Pracht ausgebaut. Neben dem Schloss wurden zwischen dem Ende des 18. Jahrhunderts und der Mitte des 19. Jahrhunderts 33 weitere Gebäude aus Feldsteinen oder aus örtlich hergestellten Ziegeln errichtet. Von diesen sind noch 16 erhalten, wenn auch in unterschiedlichen Erhaltungszuständen. Im Jahre 1870 wurde das Anwesen um eine Familienkapelle mit Krypta erweitert. Im Haus des früheren Gutsverwalters befindet sich heute ein Museum des Landgutes Jaunlaicene, welches sich dem kulturhistorischen Erbe des Gutes und der Kirchengemeinde von Oppekaln widmet. Zum Schloss gehört auch ein 9 ha großer Park mit Teichen, einer Insel und altem Baumbestand.
- Schloss Semershof (lett.: Ziemera muižas pils): Es wurde 1786 im Stil des Klassizismus errichtet. Aus dieser Zeit stammen heute noch die Treppen, das Parkett, der Kamin und das Deckgesims. 1804 erwarb Johann Gottlieb von Wolff das Schloss von Otto Reinhold von Brandten und ließ 1807 noch einen Vorratsraum im Empirestil und einen Stall hinzufügen.
- Schloss Stomersee (lett.: Stāmerienas muižas pils): Von Johann Gottlieb von Wolff errichtet und 1835 im Stil der Neorenaissance umgebaut, liegt das Schloss in einem 25 ha großen Park zwischen dem Stāmerienas See und dem Pogas See. Der Park wurde als Landschaftsgarten im englischen Stil nach der sogenannten Fächerform angelegt. 1904 ließ Boris von Wolff a. d. H. Stomersee (1850–1917) für seine Mutter, Sophia, geb. Fürstin Potjomkin, wenige hundert Meter von der Schlossanlage entfernt die russisch-orthodoxe Kirche St. Nevsky errichten. Das Schloss wurde 1905 niedergebrannt und 1908 vom zuvor erwähnten Boris von Wolff wieder in den baulichen Zustand vor der Zerstörung gebracht, ergänzt mit Stilelementen des Palladianismus und des Jugendstils. Schloss Stomersee war eines der wenigen Herrenhäuser in Lettland, welches nach der Bodenreform 1920 nicht enteignet wurde, so dass die Familie von Wolff-Stomersee dort bis 1939 – dem Jahr, als Lettland in die Sowjetunion zwangseingegliedert und der verbliebene Privatbesitz enteignet wurde – wohnen bleiben konnte. Während dieser Jahre kam der italienische Schriftsteller Giuseppe Tomasi di Lampedusa, Autor des Romans „Der Gepard“ mehrfach dorthin zu Besuch. Am 24. August 1932 heiratete er dann in Riga Alice Alexandra von Wolff (1892–1984), die Besitzerin von Schloss Stomersee. Nach dem Zweiten Weltkrieg war zunächst eine landwirtschaftliche Hochschule im Schloss ansässig, in späteren Jahren dann ein Büro einer sowjetischen Staatsfarm (Sowchose). Nach der Unabhängigkeit Lettlands und dem Untergang der Sowjetunion 1991 stand das Anwesen zwischen 1992 und 1998 leer. Heute ist das Schloss ein Kulturzentrum.

Schloss Alt-Schwanenburg, auch „Weißes Schloss“ genannt (lett.: Vecgulbene muižas pils)
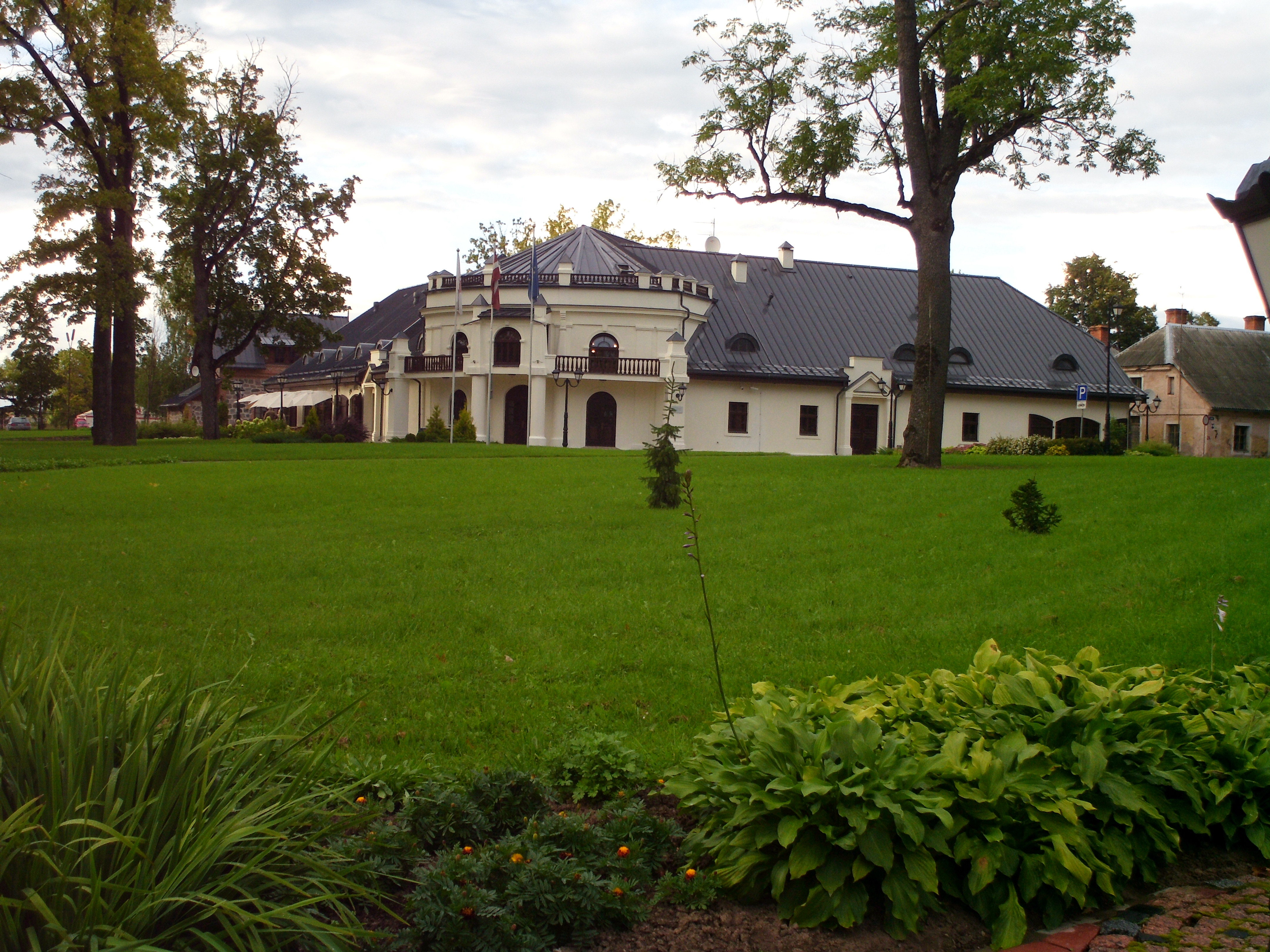
Reitstall und -halle von Schloss Alt-Schwanenburg
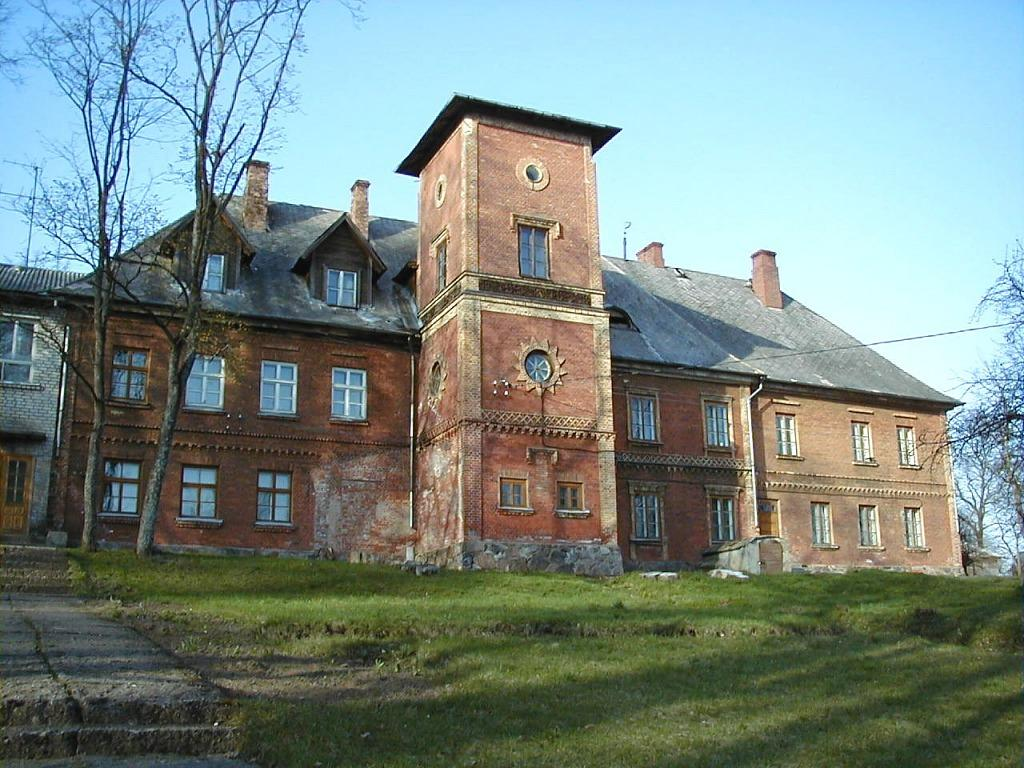
„Rotes Schloss“ östlich des Schlosses Alt-Schwanenburg
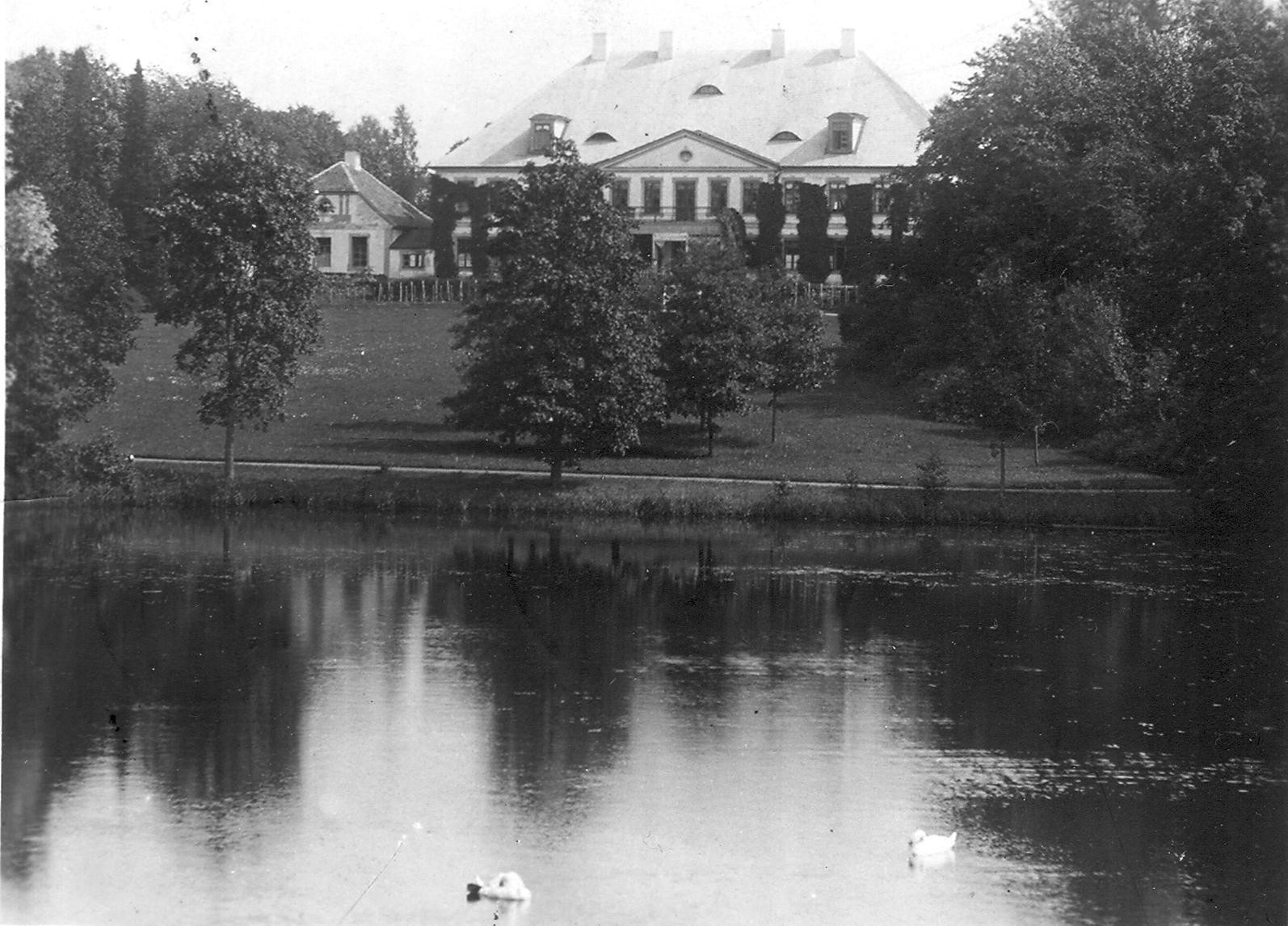
Photo des Schlosses Neu-Laitzen (lett.: Jaunlaicene muižas pils) von 1911
Wappen derer von Wolff an der Familienkapelle in Neu-Laitzen
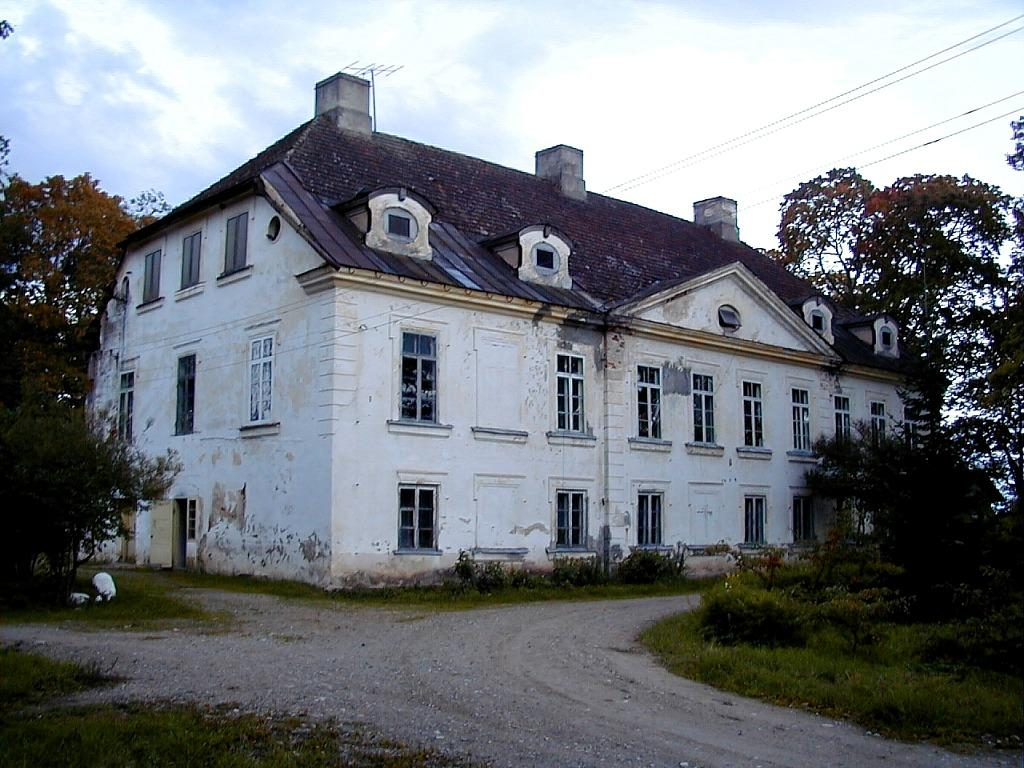
Hinterseite von Schloss Semershof (lett.: Ziemera muižas pils) im Jahr 2000
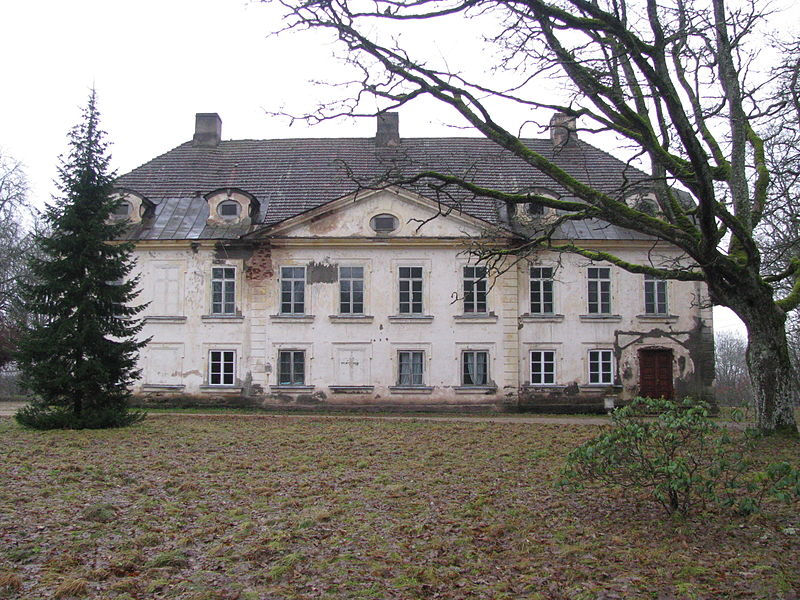
Vorderseite von Schloss Semershof
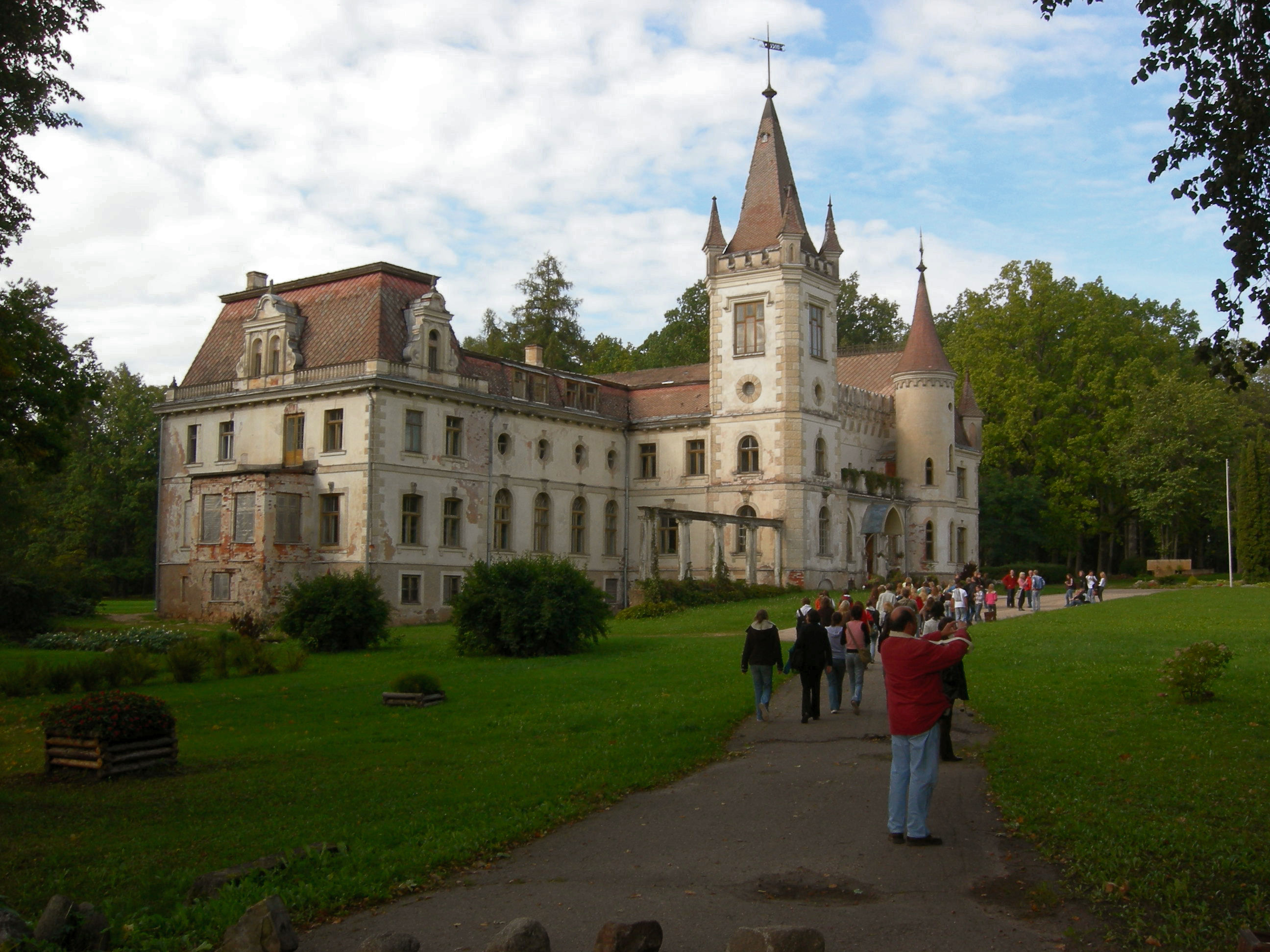
Schloss Stomersee in Stomersee (lett.: Stāmerienas muižas pils)
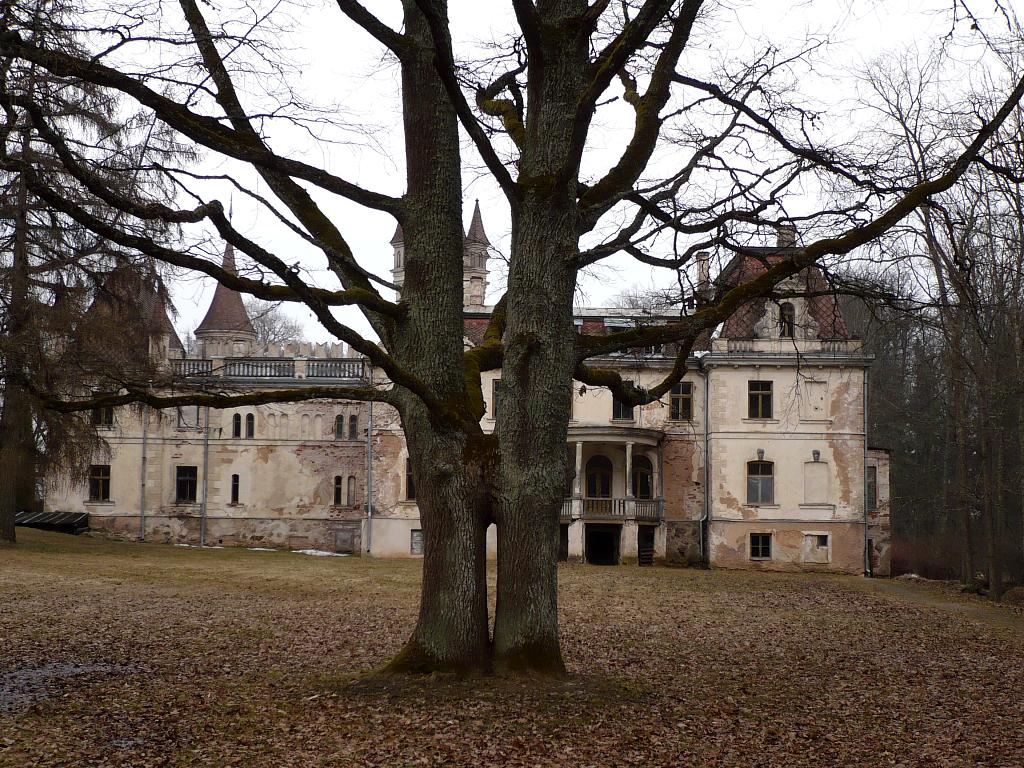
Rückseite von Schloss Stomersee
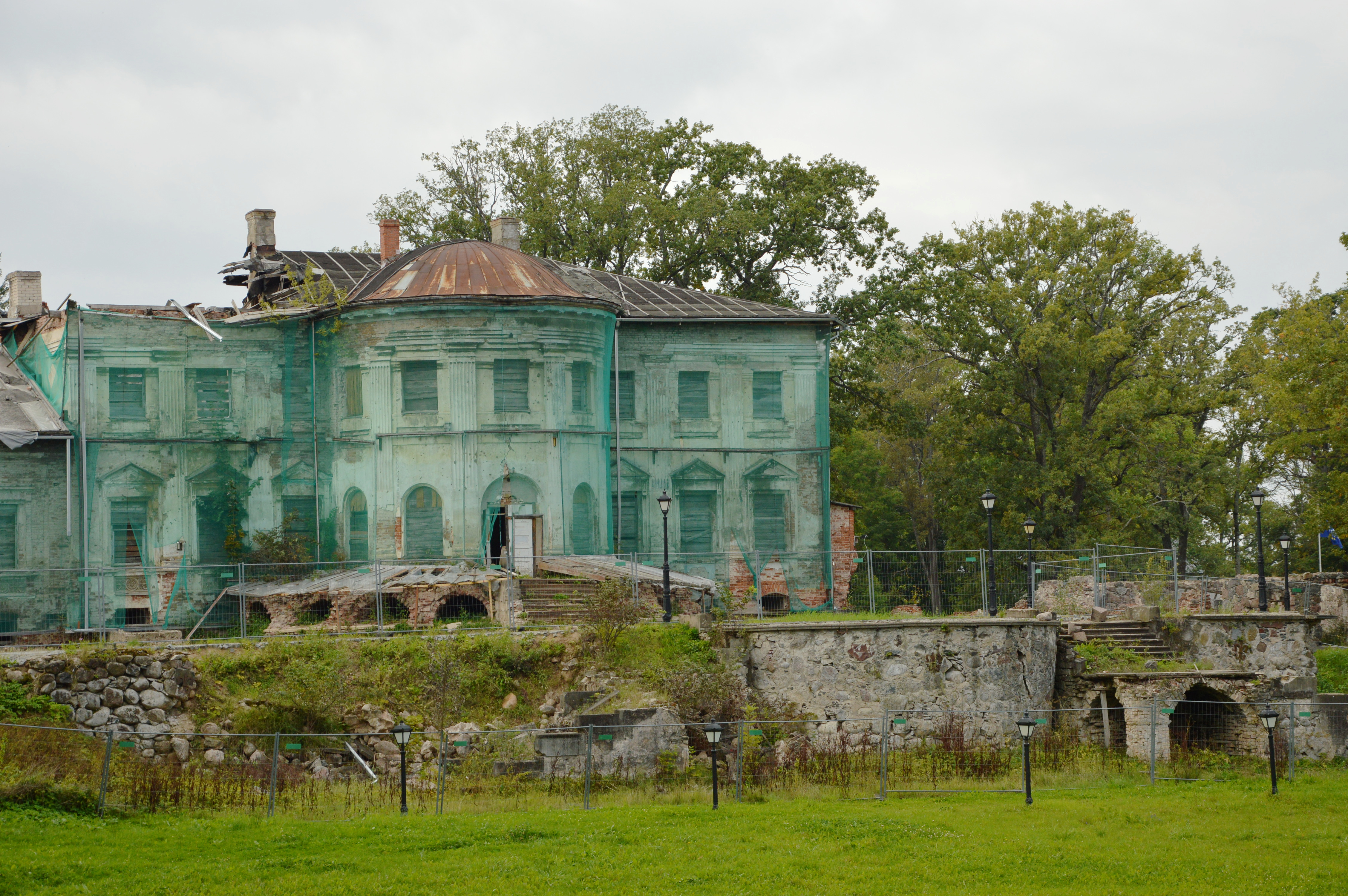
Alt Schwanenburg - Weisses Schloss
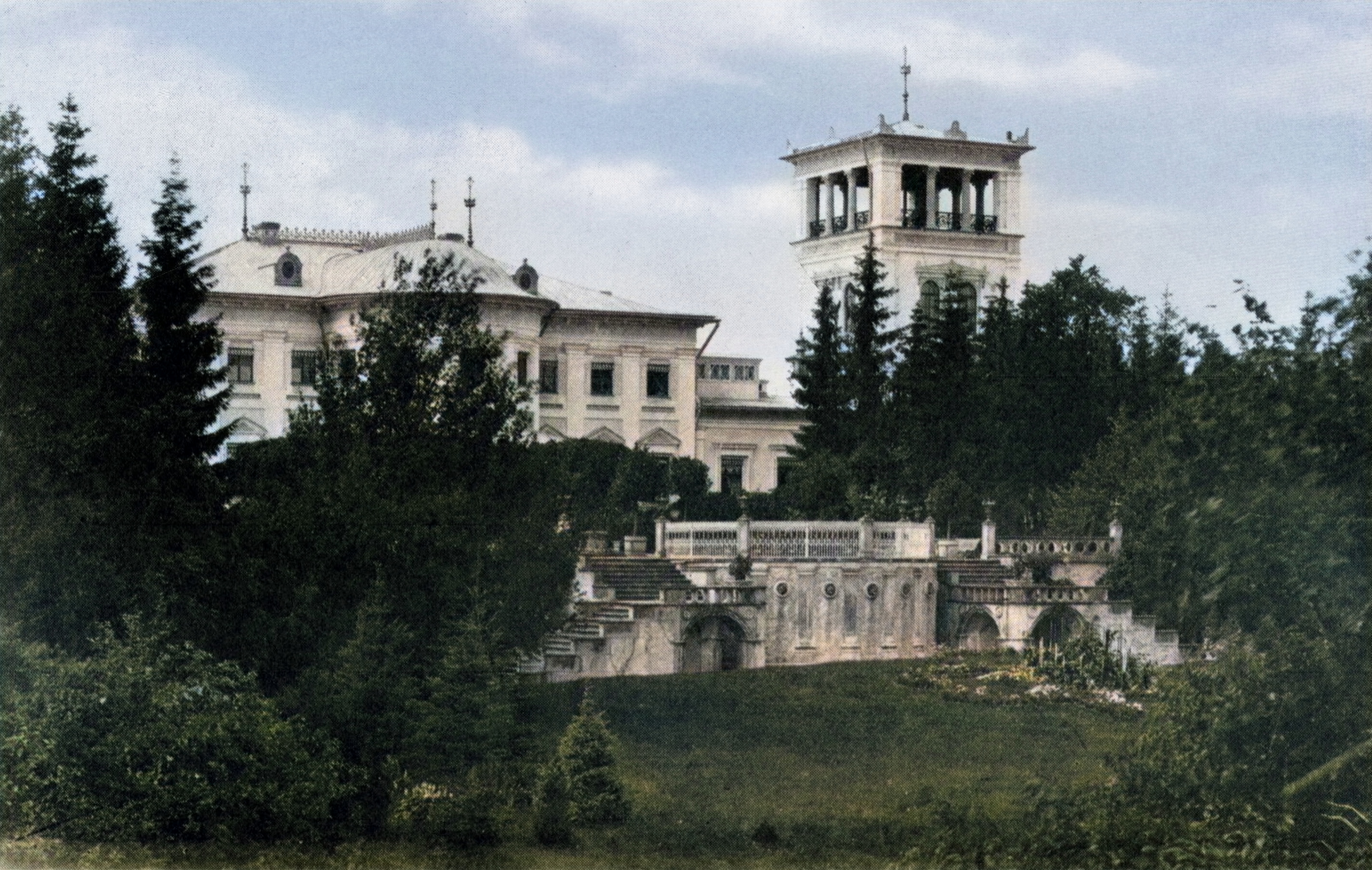
Alt Schwanenburg - Weisses Schloss

## Familie
Johann Gottlieb von Wolff entstammte einem Ratsgeschlecht aus Sagan (Niederschlesien), welches im 17. Jahrhundert in das Baltikum auswanderte und 1726 das Indigenat der Livländischen und 1729 das der Estländischen Ritterschaft erhielt. 1747 folgte die Erhebung in den Reichsfreiherrenstand. Er war der Sohn des Freiherren Siegmund Adam III. von Wolff (1702–1766) und Katharina Christine von Richter (1718–1772). Am 7. Juli 1778 heiratete er in Dresden die aus Brüssel gebürtige Marie Clementine de Fallois de Feoville (* 26. Februar 1759; † 27. Mai 1821 in Neu-Laitzen). Sie hatten sieben Söhne und drei Töchter. Hierzu zählen:
- Johann Sigismund Adam auf Semershof (1779–1824);
- Helena Antoinette Christine Henriette von Wolff (1780–1845);
- Johann Otto Gottlieb von Wolff auf Ronneburg-Neuhof (1781–1859);
- Ernst Christoph Alexander von Wolff auf Fianden (1783–1832);
- Maria Clementine von Wolff (1784–1828)
- Minna Emilia Margaretha von Wolff (1785–1787)
- Carl Eduard von Wolff (1788–1838)
- Joseph Otto Albert von Wolff auf Neu-Laitzen (1789–1870);
- Otto Heinrich Theodor von Wolff auf Lettin (1790–1838);
- Heinrich Johann Friedrich von Wolff auf Stomersee (1794–1832).

Johann Gottlieb von Wolffs männliche Nachkommen führten allesamt in Livland die Güter derer von Wolff fort bzw. erwarben weitere Besitzungen hinzu. Den verschiedenen Zweigen der Familie von Wolff gehörten am Ende des 19. Jahrhunderts insgesamt etwa 270.000 ha Grundbesitz in Livland und Estland. Während der Russischen Revolution in den Jahren 1905/1907 wurden im Baltikum 184 Herrenhöfe und Schlösser von den Aufständischen besetzt, geplündert und in Brand gesetzt, darunter auch die Güter derer von Wolff. Zwar wurden danach einige Anwesen wiedererrichtet, doch beschloss das nach dem Ersten Weltkrieg unabhängig gewordene Lettland im April 1920 eine Landreform, welche die politische und wirtschaftliche Vormachtstellung der meist deutsch-baltischen Großgrundbesitzer endgültig brach. Diese durften je Familie nur 50 ha Land behalten. Der Rest wurde entschädigungslos enteignet und in Zehntausende neue Hofflächen für Kleinbauern aufgeteilt. In Folge der Umsiedlung der Deutsch-Balten nach Deutschland 1939 und der Besetzung Lettlands durch die Sowjetunion im folgenden Jahr ging auch der noch verbliebene Besitz der ehemaligen Großgrundbesitzer verloren. Nach der Auflösung der Sowjetunion 1991 wurden einige der früheren Wolff’schen Herrenhäuser wieder aufgebaut und dienen seitdem öffentlichen Einrichtungen.

## Heiraten der Nachkommen

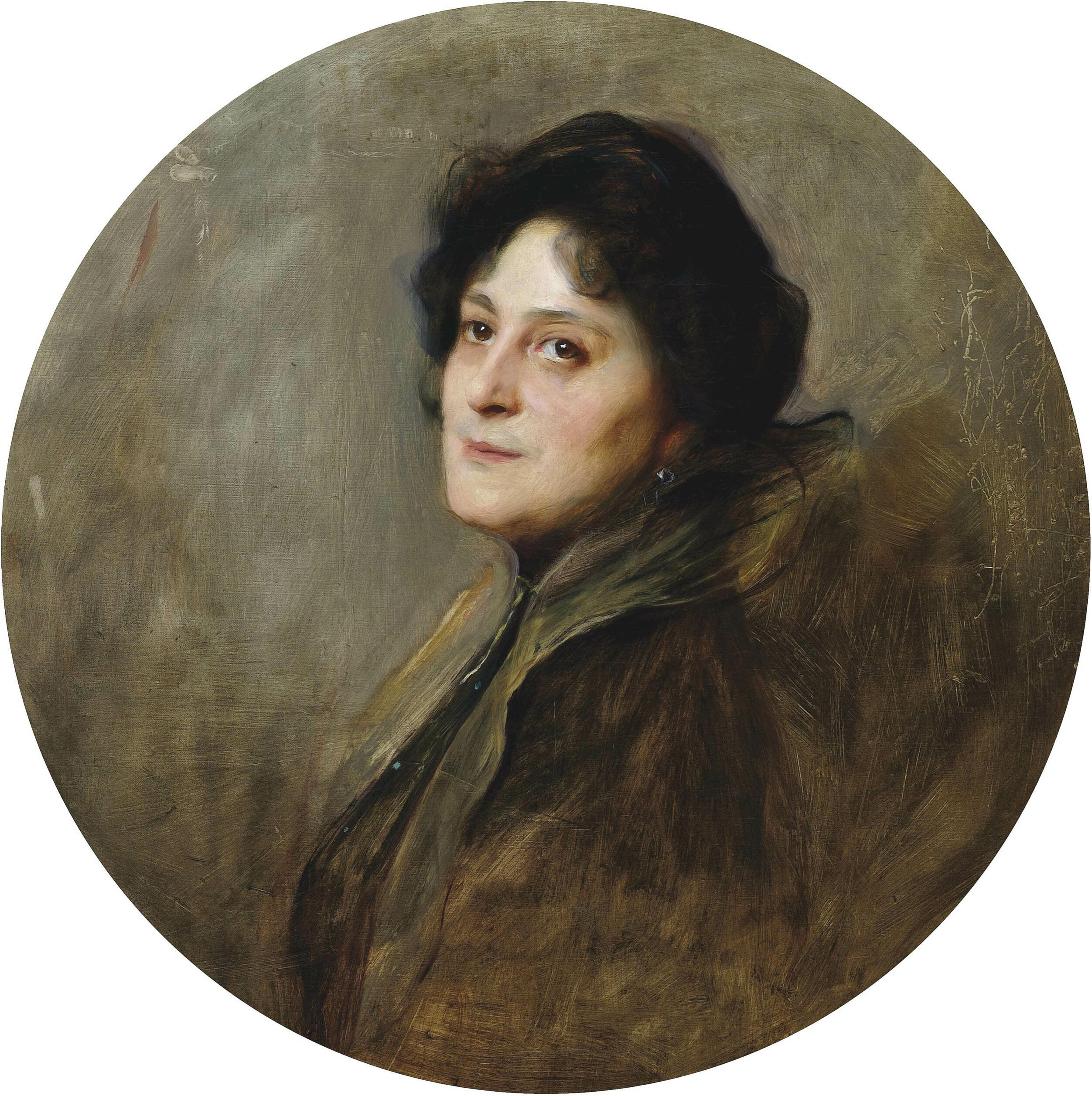
Alice von Wolff a. d. H. Stomersee, geborene Barbi (1862–1948), gemalt von Philip Alexius de László

- Eberhard von Zeppelin; ⚭ 1868 Sophie (russisch: Sonja) Freiin von Wolff a. d. H.[3] Stomersee (1840–1919), einer Urenkelin von Johann Gottlieb von Wolff;
- Ferdinand von Zeppelin; ⚭ 1869 Isabella (genannt „Bella“) Freiin von Wolff a. d. H. Alt-Schwanenburg (* 4. Mai 1846 in Alt Schwanenburg/Livland; † 2. Januar 1922 in Stuttgart). Sie war eine Cousine von Sophie Freiin von Wolff-Stomersee und ebenfalls eine Urenkelin von Johann Gottlieb von Wolff;
- Alice Barbi (1858–1948); ⚭ 1894 Boris von Wolff a. d. H. Stomersee (1850–1917), 1879–92 Kabinettssekretär der Königin Olga von Württemberg, Gründer des Königin-Olga-Stifts und Hofmeister des russischen Zaren Nikolaus II. Er war ein Urenkel von Johann Gottlieb von Wolff;
- Giuseppe Tomasi di Lampedusa; ⚭ 1932 Alexandra Freiin von Wolff a. d. H. Stomersee (auch „Licy“ genannt, 1894–1982).[4] Sie war die Tochter von Boris von Wolff a. d. H. Stomersee und eine Ur-Urenkelin von Johann Gottlieb von Wolff.